# Кастелнуово ди Гарфањана
Кастелнуово ди Гарфањана (итал. Castelnuovo di Garfagnana) је насеље у Италији у округу Лука, региону Тоскана.
Према процени из 2011. у насељу је живело 4983 становника. Насеље се налази на надморској висини од 274 м.

## Становништво
| 1936. | 1951. | 1961. | 1971. | 1981. | 1991. | 2001. | 2011. |
| ----- | ----- | ----- | ----- | ----- | ----- | ----- | ----- |
| 5.915 | 6.309 | 6.276 | 6.316 | 6.384 | 6.309 | 6.073 | 6.059 |